# Anopheles annularis
Anopheles annularis är en tvåvingeart som beskrevs av Wulp 1884. Anopheles annularis ingår i släktet Anopheles och familjen stickmyggor. Inga underarter finns listade i Catalogue of Life.